# Hieracium megacephalum
Hieracium megacephalum là một loài thực vật có hoa trong họ Cúc. Loài này được Nash mô tả khoa học đầu tiên năm 1895.